# John Glascock

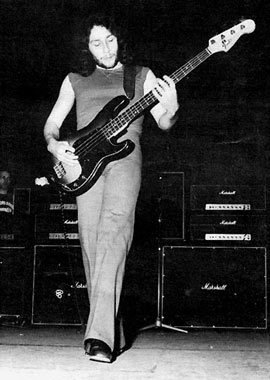
John Glascock

John Glascock (Islington (Londen), 2 mei 1951 - Londen, 17 november 1979) was de bassist van achtereenvolgens The Gods, Toe Fat, Chicken Shack, Carmen en tussen 1975 en 1979 van Jethro Tull. Zijn broer Brian Glascock was drummer in de twee eerstgenoemde bands.
Hij had een aangeboren hartafwijking waarvoor op 28-jarige leeftijd een hartklepvervanging noodzakelijk bleek. Hij stierf echter omdat de hartklep werd afgestoten.
Hij speelde op de Jethro Tull-albums Too Old to Rock 'n' Roll: Too Young to Die!, Songs From The Wood, Heavy Horses, Live: Bursting Out en Stormwatch.
- International Standard Name Identifier: 0000 0001 1518 8382
- MusicBrainz: 301986e2-cfb6-436a-8178-124b13c11d8e
- Nationale Bibliotheek van Tsjechië: xx0132369
- Virtual International Authority File: 167938743